# Lasiomactra
Lasiomactra är ett släkte av fjärilar. Lasiomactra ingår i familjen praktmalar, Oecophoridae.
Kladogram enligt Catalogue of Life:
| Lasiomactra | \| \| Lasiomactra acharista \| \| \| \| \| \| Lasiomactra maisongrossella \| \| \| \| |
|             | \| \| Lasiomactra acharista \| \| \| \| \| \| Lasiomactra maisongrossella \| \| \| \| |
|             | Lasiomactra acharista                                                                 |
|             |                                                                                       |
|             | Lasiomactra maisongrossella                                                           |
|             |                                                                                       |